# مزراكو (أيسين)
مزراکو (بالفارسية: مزراکو) هي قرية تقع في إيران في قسم أيسين الريفي. يقدر عدد سكانها بـ 151 نسمة بحسب إحصاء 2016.